# Viljo Heino
Viljo Akseli Heino (* 1. März 1914 in Iitti; † 15. September 1998 in Tampere) war ein finnischer Langstreckenläufer.

## Karriere
Viljo Heino war schon vor Ausbruch des Zweiten Weltkriegs ein guter Läufer gewesen, konnte sich aber gegen die starke Konkurrenz in Finnland noch nicht durchsetzen. Nachdem er sich im Winterkrieg am Bein verletzt hatte, dauerte es einige Zeit, bis er wieder Anschluss an die Spitzenläufer fand. 1941 verbesserte er seine Vorkriegsbestzeit im 5000-Meter-Lauf und belegte mit 14:36,6 min den sechsten Platz in der Weltjahresbestenliste.
1943 wurde Viljo Heino erstmals finnischer Meister und zwar sowohl im 5000-Meter-Lauf als auch im 10.000-Meter-Lauf. In der Weltjahresbestenliste 1943 lag er mit 14:34,6 min auf Platz fünf über 5000 Meter und mit 30:15,2 min auf Platz eins über 10.000 Meter. 1944 wurde er finnischer Meister über 5000 Meter und belegte auf beiden Strecken Platz eins in der Weltjahresbestenliste. Während die 14:09,6 min über 5000 Meter noch 10 Sekunden vom Weltrekord des Schweden Gunder Hägg entfernt waren, bedeuteten die 29:35,4 min über 10.000 Meter, gelaufen am 25. August 1944 in Helsinki, eine Verbesserung des von Taisto Mäki gehaltenen Weltrekords um 17 Sekunden. Mit 14:17,2 min über 5000 Meter und 30:02,0 min über 10.000 Meter belegte Viljo Heino auch 1945 Platz eins in der Weltrangliste auf beiden Strecken.
Bei den Europameisterschaften 1946 in Oslo gewann Viljo Heino am 22. August den 10.000-Meter-Lauf in der Zeit von 29:52,0 min mit 40 Sekunden Vorsprung auf seinen zweitplatzierten Landsmann Helge Perälä. Nur Heino selber war bei seinem Weltrekord schneller gelaufen. Am nächsten Tag, dem 23. August, fand das Finale über 5000 Meter statt. Es siegte der Brite Sydney Wooderson vor Willem Slijkhuis aus den Niederlanden. Viljo Heino wurde in 14:24,4 min Vierter und lag damit einen Platz vor dem jungen Emil Zátopek, der einen tschechoslowakischen Rekord aufstellte.
1947 belegte Viljo Heino im fünften Jahr in Folge den ersten Platz in der Weltjahresbestenliste über 10.000 Meter, diesmal in 30:07,2 min.
Ausgerechnet im 10.000-Meter-Finale bei den Olympischen Spielen 1948 in London war Heino durch Magenprobleme weit von seiner Bestform entfernt und gab entnervt auf. Eine Woche später war er wiederhergestellt und lief im einzigen Marathonlauf seiner Karriere 2:41:32 h. Damit wurde er Elfter, seine einzige olympische Platzierung.
1949 verlor Viljo Heino seinen Weltrekord an Emil Zátopek. Am 1. September 1949 in Kouvola lief Viljo Heino mit 29:27,2 min eine Sekunde schneller als Zátopek und war noch einmal Weltrekordler, diesmal allerdings nur anderthalb Monate bis Zátopek ihn wieder ablöste. Am 22. September in Turku lief Viljo Heino mit 62:40,0 min über 20.000 Meter seinen letzten Weltrekord. Er beendete seine Karriere 1951.
Von 1943 bis 1946 wurde er finnischer Meister über 5000 Meter und 1943, 1946 und 1949 über 10.000 Meter.
Viljo Heino war 1,75 m groß und wog in seiner aktiven Zeit 63 kg.

## Weltrekorde
- 25. August 1944 in Helsinki: 28:38,6 min über 6 Meilen und 29:35,4 min über 10.000 m
- 30. September 1945 in Turku: 49:41,6 min über 10 Meilen und 19.339 m im Stundenlauf
- 14. September 1946 in Helsinki: 49:22,2 min über 10 Meilen (16.093,44 m)
- 1. September 1949 in Kouvola: 28:30,8 min über 6 Meilen und 29:27,2 min über 10.000 m
- 22. September 1949 in Turku: 62:40,0 min über 20.000 m

## Bestleistungen
- 3000 m: 8:10,8 min, 14. September 1944, Malmö
- 5000 m: 14:09,6 min, 17. September 1944, Göteborg
- 10.000 m: 29:27,2 min, 1. September 1949, Kouvola
- Marathon: 2:41:32 h, 7. August 1948, London